# Alphonse de Lamartine
Alphonse de Lamartine, plným jménem Alphonse Marie Louis de Prat de Lamartine (21. října 1790 Mâcon – 28. února 1869 Paříž) byl francouzský romantický básník, spisovatel a politik. Roku 1848 krátce působil jako francouzský ministr zahraničí.

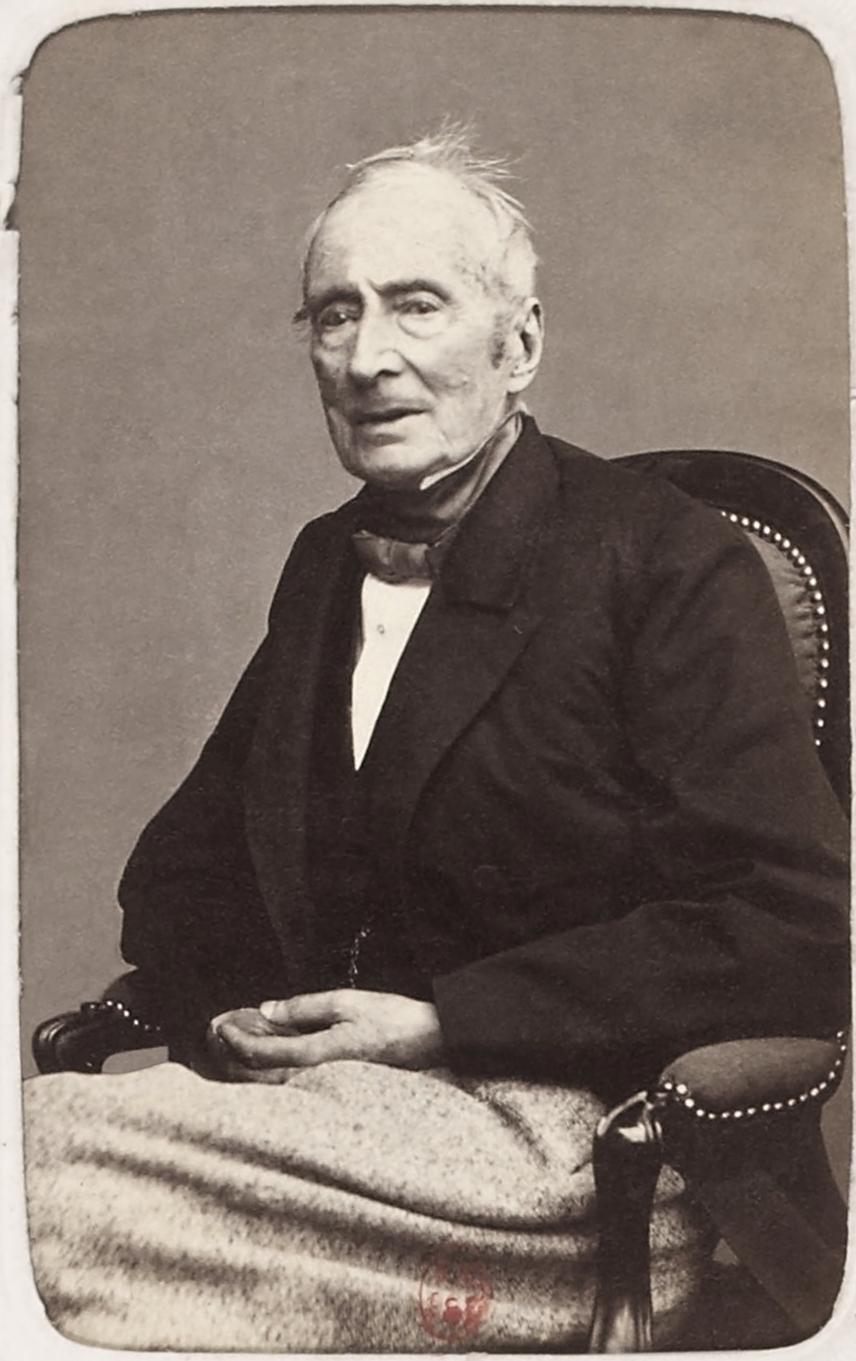
Alphonse de Lamartine, ca.1865

## Dílo
Poezie
- Méditations poétiques (1820)
- La Mort de Socrate (1823)
- Nouvelles Méditations poétiques (1823)
- Le Dernier Chant du pèlerinage d'Harold (1825)
- Épîtres (1825)
- Harmonies poétiques et religieuses (1830)
- Recueillements poétiques (1839)
- Le Désert, nebo l'Immatérialité de Dieu (1856)
- La Vigne et la Maison (1857)

Romány
- Raphaël (1849)
- Graziella (1849)

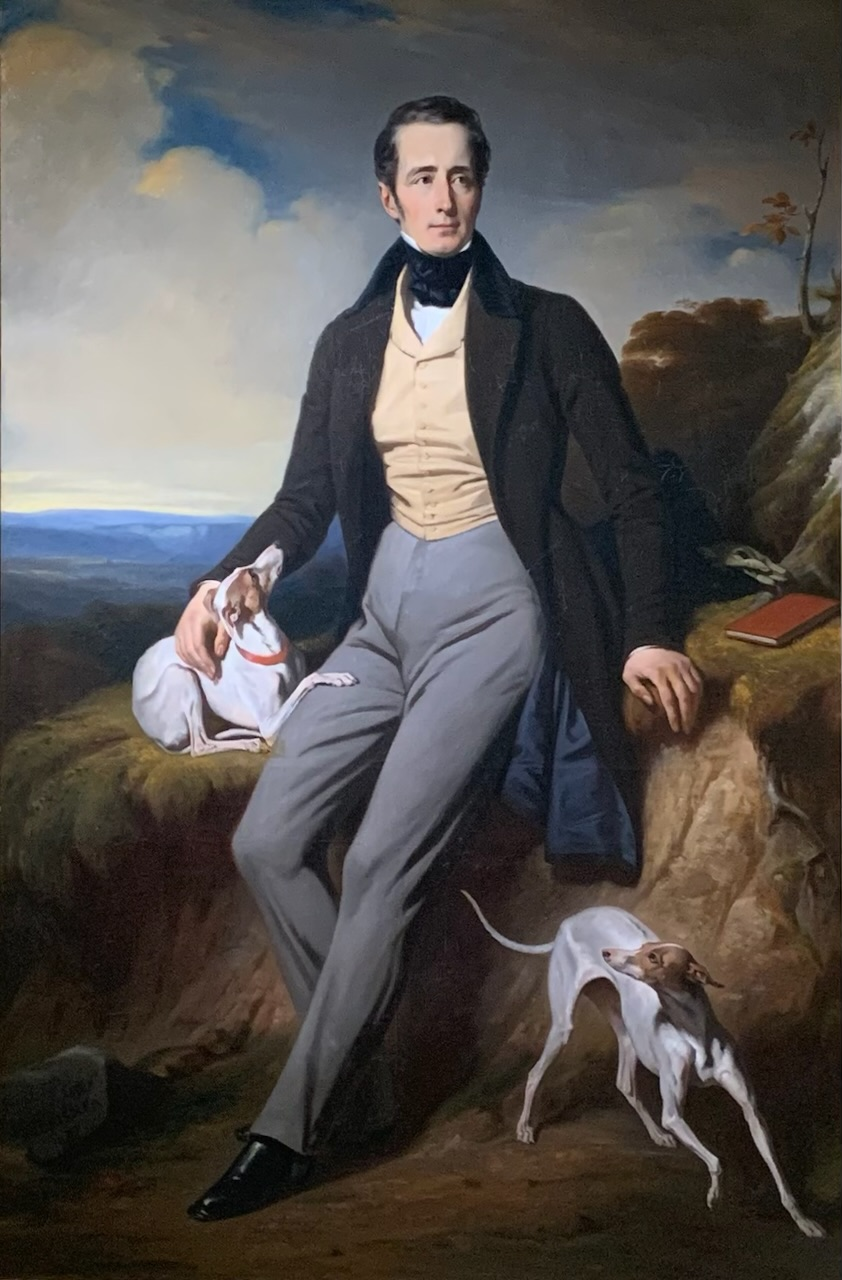
Alphonse de Lamartine

- Le Tailleur de pierre de Saint-Point (1851)
- Geneviève, histoire d'une servante (1851)
- Fior d'Aliza (1863)
- Antoniella (1867)

Epopeje nebo romány ve verších
- Jocelyn (1836)
- La Chute d'un ange (1838)

Drama
- Médée
- Saül
- Toussaint Louverture (1850)

Historie
- Histoire des Girondins (1847)
- Histoire de la Restauration, v osmi svazcích (1851)
- Histoire des Constituants (1853),
- Histoire de la Turquie (1853-1854)
- Histoire de la Russie (1855)

Paměti, autobiografie a cestopisy
- Voyage en Orient (1835)
- Trois Mois au pouvoir (1848)
- Histoire de la révolution de 1848 (1849)
- Confidences (1849)
- Nouvelles Confidences (1851)
- Nouveau Voyage en Orient (1850)
- Mémoires inédits (1870)

Biografie
- Le Civilisateur, Histoire de l'humanité par les grands hommes, (1852-1854)

Ostatní
- Des destinées de la poésie (1834)
- Sur la politique rationnelle (1831)
- La vie de Mahomet (1854)
- Lectures pour tous ou extraits des œuvres générales (1854)
- Cours familier de littérature (1856)

Korespondence
- Correspondance d'Alphonse de Lamartine : deuxième série, 1807-1829. Tome III, 1820-1823
- Lamartine, lettres des années sombres (1853-1867)
- Lamartine, lettres inédites (1821-1851)
- Correspondance du 25 décembre 1867